# FIFA 월드컵 개최국

FIFA 월드컵 개최국

이 문서는 FIFA 월드컵 개최국 투표 결과를 나타낸 것이다.

## 역대 개최국
범례
- 개최국 성적:   우승,   준우승,   3위,   4위
- 차기 대회(2023년 12월 기준)

| 연도 | 개최국            | 참가국 수 | 개최국 성적 | 주안점 |
| ---- | ----------------- | --------- | ----------- | --- |
| 1930 | 우루과이          | 13        | 우승        | 올림픽에서 독립된 최초의 국제 축구 대회, 13개국 참가, 조별리그와 토너먼트 병행                                                                  |
| 1934 | 이탈리아 왕국     | 16        | 우승        | 유럽 최초의 월드컵, 16개국 참가, 모든 경기 토너먼트로 변경, 개최국의 예선 참가                                                                  |
| 1938 | 프랑스            | 16        | 8강         | 처음으로 개최국과 전 대회 우승국이 예선없이 본선에 자동으로 출전                                                                                |
| 1942 | 나치 독일         | 0         | 없음        | 2차 세계 대전으로 인해 취소. |
| 1946 | 아르헨티나        | 0         | 없음        | 2차 세계 대전으로 인해 취소. |
| 1950 | 브라질            | 13        | 준우승      | 결승 포함 모든 경기 조별리그로 변경 |
| 1954 | 스위스            | 16        | 8강         | TV 생중계(흑백 화면) 시작. 다시 원래대로 조별리그 + 토너먼트로 변경 모든 팀이 최소한 1패 이상의 전적을 기록한 대회.                             |
| 1958 | 스웨덴            | 16        | 준우승      | |
| 1962 | 칠레              | 16        | 3위         | |
| 1966 | 잉글랜드          | 16        | 우승        | 리플레이 화면 서비스 시작 |
| 1970 | 멕시코            | 16        | 8강         | 북미 최초의 월드컵, 최초의 공인구 제작, 컬러 화면 중계 시작                                                                                     |
| 1974 | 서독              | 16        | 우승        | 2차 조별리그 도입 |
| 1978 | 아르헨티나        | 16        | 우승        | |
| 1982 | 스페인            | 24        | 2라운드     | 출전국 24개국으로 확대, 최초로 승부차기 도입 |
| 1986 | 멕시코            | 24        | 8강         | 최초로 조별리그 마지막 경기를 동시간대에 진행 실시 2차 조별리그를 폐지하는 대신 각 조 3위끼리 승점으로 진출권 선택방식 도입.                    |
| 1990 | 이탈리아          | 24        | 3위         | |
| 1994 | 미국              | 24        | 16강        | |
| 1998 | 프랑스            | 32        | 우승        | 출전국 32개국으로 확대, 그 대신 조 3위는 조별리그 탈락으로 규정 변경. 연장전에서의 골든골제도 도입.                                             |
| 2002 | 대한민국          | 32        | 4위         | 아시아 최초의 월드컵, 최초의 공동개최 대회, HD화면 시험 송출                                                                                    |
| 2002 | 일본              | 32        | 16강        | 아시아 최초의 월드컵, 최초의 공동개최 대회, HD화면 시험 송출                                                                                    |
| 2006 | 독일              | 33        | 3위         | 연장전에서의 골든골제도 및 디팬딩챔피언의 자동진출제도 폐지. 최초의 결승전 전용 공인구 제작.                                                    |
| 2010 | 남아프리카 공화국 | 32        | 조별 리그   | 아프리카 대륙 최초의 월드컵, 3D 화면 부분 송출 76년 만에 홈팀으로서 지역예선 참가. 개최국이 본선 2라운드에 진출하지 못한 첫 대회.               |
| 2014 | 브라질            | 32        | 4위         | 적도에서 가장 가까운 도시에서 경기를 치르는 대회.                                                                                               |
| 2018 | 러시아            | 32        | 8강         | 동유럽 최초의 월드컵 |
| 2022 | 카타르            | 32        | 조별 리그   | 중동 지역 최초의 월드컵, 최초의 동계 월드컵. 개최국이 1호로 탈락이 확정된 첫 대회, 본선 전패를 기록한 첫 대회.                                  |
| 2026 | 캐나다            | 48        |             | 2002년 FIFA 월드컵 이후, 두 번째 공동 개최 대회. 최초의 3개국 공동 개최. 출전국 48개국으로 확대, 다시 조 3위끼리 승점으로 진출권 선택방식 도입. |
| 2026 | 멕시코            | 48        |             | 2002년 FIFA 월드컵 이후, 두 번째 공동 개최 대회. 최초의 3개국 공동 개최. 출전국 48개국으로 확대, 다시 조 3위끼리 승점으로 진출권 선택방식 도입. |
| 2026 | 미국              | 48        |             | 2002년 FIFA 월드컵 이후, 두 번째 공동 개최 대회. 최초의 3개국 공동 개최. 출전국 48개국으로 확대, 다시 조 3위끼리 승점으로 진출권 선택방식 도입. |
| 2030 | 모로코            | 48        |             | |
| 2030 | 포르투갈          | 48        |             | |
| 2030 | 스페인            | 48        |             | |
| 2030 | 아르헨티나        | 48        |             | |
| 2030 | 파라과이          | 48        |             | |
| 2030 | 우루과이          | 48        |             | |
| 2034 | 사우디아라비아    | 48        |             | |

## 투표

### 1930년 FIFA 월드컵
개최를 희망했던 국가
- 우루과이
- 이탈리아 왕국
- 네덜란드
- 스페인
- 스웨덴

| 개최국        | 결과      |
| ------------- | --------- |
| 우루과이      | 개최      |
| 이탈리아 왕국 | 유치 포기 |
| 네덜란드      | 유치 포기 |
| 스페인        | 유치 포기 |
| 스웨덴        | 유치 포기 |

### 1934년 FIFA 월드컵
개최를 희망했던 국가
- 이탈리아 왕국
- 스웨덴

### 1938년 FIFA 월드컵
개최를 희망했던 국가
- 프랑스
- 아르헨티나
- 나치 독일

| 개최국     | 득표수 | 결과      |
| ---------- | ------ | --------- |
| 프랑스     | 19     | 개최      |
| 아르헨티나 | 4      | 탈락      |
| 나치 독일  | —      | 유치 포기 |

### 1950년 FIFA 월드컵
개최를 희망했던 국가
- 브라질

1942년 월드컵 개최를 희망했던 브라질이 FIFA의 회의를 거쳐 1950년 FIFA 월드컵 개최권을 부여함.

### 1954년 FIFA 월드컵
개최를 희망했던 국가
- 스위스

### 1958년 FIFA 월드컵
개최를 희망했던 국가
- 스웨덴

### 1962년 FIFA 월드컵
개최를 희망한 국가
- 칠레
- 아르헨티나
- 서독

| 개최국     | 득표수 | 결과      |
| ---------- | ------ | --------- |
| 칠레       | 32     | 개최      |
| 아르헨티나 | 11     | 탈락      |
| 서독       | —      | 유치 포기 |

### 1966년 FIFA 월드컵
개최를 희망했던 국가
- 잉글랜드
- 서독
- 스페인

| 개최국   | 득표수 | 결과      |
| -------- | ------ | --------- |
| 잉글랜드 | 34     | 개최      |
| 서독     | 27     | 탈락      |
| 스페인   | —      | 유치 포기 |

### 1970년 FIFA 월드컵
개최를 희망했던 국가
- 멕시코
- 아르헨티나

| 개최국     | 득표수 | 결과 |
| ---------- | ------ | ---- |
| 멕시코     | 56     | 개최 |
| 아르헨티나 | 32     | 탈락 |

### 1974년 FIFA 월드컵
개최를 희망했던 국가
- 서독
- 스페인

| 개최국 | 득표수 | 결과      |
| ------ | ------ | --------- |
| 서독   | —      | 개최      |
| 스페인 | —      | 유치 포기 |

### 1978년 FIFA 월드컵
개최를 희망했던 국가
- 아르헨티나
- 멕시코

| 개최국     | 득표수 | 결과      |
| ---------- | ------ | --------- |
| 아르헨티나 | —      | 개최      |
| 멕시코     | —      | 유치 포기 |

### 1982년 FIFA 월드컵
개최를 희망했던 국가
- 스페인
- 서독

| 개최국 | 득표수 | 결과      |
| ------ | ------ | --------- |
| 스페인 | —      | 개최      |
| 서독   | —      | 유치 포기 |

### 1986년 FIFA 월드컵
개최를 희망했던 국가
- 콜롬비아
- 멕시코
- 미국
- 캐나다

| 개최국   | 득표수 | 결과 |
| -------- | ------ | ---- |
| 콜롬비아 | ―      | 개최 |

 콜롬비아가 1986년 FIFA 월드컵 개최국으로 결정되었다. 그러나 나중에 개최를 포기하였다.
| 개최국 | 득표수 | 결과 |
| ------ | ------ | ---- |
| 멕시코 | 24     | 개최 |
| 미국   | 0      | 탈락 |
| 캐나다 | 0      | 탈락 |

### 1990년 FIFA 월드컵
개최를 희망했던 국가
- 이탈리아
- 잉글랜드

유치를 희망했던 국가
- 그리스
- 이란
- 소련

| 개최국   | 득표수 | 결과      |
| -------- | ------ | --------- |
| 이탈리아 | 11     | 개최      |
| 소련     | 5      | 탈락      |
| 이란     | —      | 유치 포기 |
| 잉글랜드 | —      | 유치 포기 |
| 그리스   | —      | 유치 포기 |

 이탈리아가 1990년 FIFA 월드컵 개최국으로 선정되었다.
- 이탈리아는  소련을 6점차로 물리치고 개최 하게 되었다.
- 이란,  잉글랜드,  그리스는 유치 포기 하였다.

### 1994년 FIFA 월드컵
개최를 희망했던 국가
- 미국
- 모로코
- 브라질

| 개최국 | 득표수 | 결과 |
| ------ | ------ | ---- |
| 미국   | 10     | 개최 |
| 모로코 | 7      | 탈락 |
| 브라질 | 2      | 탈락 |

 미국이 1994 FIFA 월드컵의 개최국으로 선정되었다.

### 1998년 FIFA 월드컵
개최를 희망했던 국가
- 프랑스
- 모로코

유치를 희망했던 국가
- 스위스

| 개최국 | 득표수 | 결과      |
| ------ | ------ | --------- |
| 프랑스 | 16     | 개최      |
| 모로코 | 7      | 탈락      |
| 스위스 | -      | 유치 포기 |

 프랑스가 1998 FIFA 월드컵의 개최국으로 선정되었다.

### 2002년 FIFA 월드컵
개최를 희망했던 국가
- 대한민국
- 일본

유치를 희망했던 국가
- 멕시코

| 개최국         | 득표수 | 결과      |
| -------------- | ------ | --------- |
| 대한민국- 일본 | -      | 개최      |
| 멕시코         | -      | 유치 포기 |

### 2006년 FIFA 월드컵
개최를 희망했던 국가
- 독일
- 남아프리카 공화국
- 잉글랜드
- 모로코

유치를 희망했던 국가
- 브라질

| 개최국           | 1차 투표 | 2차 투표 | 3차 투표 | 결과      |
| ---------------- | -------- | -------- | -------- | --------- |
| 독일             | 10       | 11       | 12       | 개최      |
| 남아프리카공화국 | 6        | 11       | 11       | 탈락      |
| 잉글랜드         | 5        | 2        | -        | 탈락      |
| 모로코           | 3        | -        | -        | 탈락      |
| 브라질           | -        | -        | -        | 유치 포기 |

### 2010년 FIFA 월드컵
개최를 희망했던 국가
- 남아프리카 공화국
- 모로코
- 이집트

유치를 희망했던 국가
- 리비아- 튀니지

| 개최국            | 득표수 | 결과      |
| ----------------- | ------ | --------- |
| 남아프리카 공화국 | 14     | 개최      |
| 모로코            | 10     | 탈락      |
| 이집트            | 0      | 탈락      |
| 리비아- 튀니지    | -      | 유치 포기 |

### 2014년 FIFA 월드컵
개최를 희망했던 국가
- 브라질

유치를 희망했던 국가
- 콜롬비아

| 개최국   | 득표수 | 결과      |
| -------- | ------ | --------- |
| 브라질   | -      | 개최      |
| 콜롬비아 | -      | 유치 포기 |

### 2018년 FIFA 월드컵
개최를 희망했던 국가
- 잉글랜드
- 벨기에- 네덜란드
- 러시아
- 포르투갈- 스페인

| 개최국           | 1차 투표 | 2차 투표 | 결과 |
| ---------------- | -------- | -------- | ---- |
| 러시아           | 9        | 13       | 개최 |
| 포르투갈- 스페인 | 7        | 7        | 탈락 |
| 벨기에- 네덜란드 | 4        | 2        | 탈락 |
| 잉글랜드         | 2        | -        | 탈락 |

### 2022년 FIFA 월드컵
개최를 희망했던 국가
- 대한민국
- 일본
- 카타르
- 오스트레일리아
- 미국

유치를 희망했던 국가
- 인도네시아
- 멕시코

| 개최국         | 1차 투표 | 2차 투표 | 3차 투표 | 4차 투표 | 결과          |
| -------------- | -------- | -------- | -------- | -------- | ------------- |
| 카타르         | 11       | 10       | 11       | 14       | 개최          |
| 미국           | 3        | 5        | 6        | 8        | 탈락          |
| 대한민국       | 4        | 5        | 5        | -        | 탈락          |
| 일본           | 3        | 2        | -        | -        | 탈락          |
| 오스트레일리아 | 1        | -        | -        | -        | 탈락          |
| 인도네시아     | -        | -        | -        | -        | 후보에서 제외 |
| 멕시코         | -        | -        | -        | -        | 유치 포기     |

### 2026년 FIFA 월드컵
개최를 희망했던 국가
- 모로코
- 캐나다- 미국- 멕시코

| 개최국               | 득표수 | 결과 |
| -------------------- | ------ | ---- |
| 캐나다- 멕시코- 미국 | 134    | 개최 |
| 모로코               | 65     | 탈락 |

### 2030년 FIFA 월드컵
개최를 희망하는 국가
- 우루과이- 아르헨티나- 칠레- 파라과이
- 스페인- 포르투갈
- 이집트- 사우디아라비아- 그리스

1 : FIFA 월드컵 100주년 기념대회라는 명분이 있다.

### 2034년 FIFA 월드컵
개최를 희망하는 국가
- 태국,  베트남,  싱가포르
- 누벨칼레도니,  솔로몬 제도,  사모아,  통가
- 지브롤터,  산마리노,  키프로스,  코소보
- 대한민국,  조선민주주의인민공화국,  일본

ㆍ🇮🇳 인도,🇵🇰 파키스탄 🇱🇰 스리랑카